# Eupithecia acutangula
Eupithecia acutangula là một loài bướm đêm trong họ Geometridae.